# Serce do jazdy
Serce do jazdy – amerykański film biograficzny z 1983 roku. Jest to historia Shirley Muldowney – pierwszej kobiety, która uczestniczyła w wyścigach poślizgu.

## Główne role
- Bonnie Bedelia – Shirley Muldowney
- Beau Bridges – Connie Kalitta
- Bruce Barlow – Basista, członek ekipy Texa
- Leo Rossi – Jack Muldowney
- Anthony Edwards – John Muldowney
- Hoyt Axton – Tex Roque

i inni

## Nagrody i nominacje
Oscary za rok 1983
- Najlepsze kostiumy – William Ware Theiss (nominacja)

Złote Globy 1983
- Najlepsza aktorka dramatyczna – Bonnie Bedelia (nominacja)